# Frederick Doidge

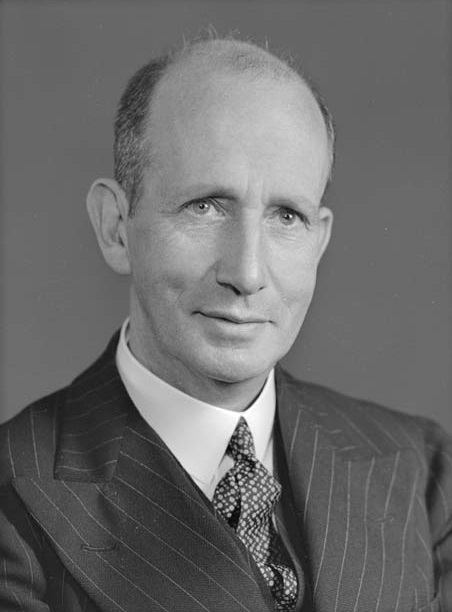
Frederick Doidge, 1940

Sir Frederick Widdowson Doidge (* 26. Februar 1884 in Cootamundra, New South Wales, Australien; † 26. Mai 1954 in London) war ein neuseeländischer Journalist, Diplomat und Politiker der New Zealand National Party (NP).

## Leben

### Journalistische Laufbahn und Mitarbeiter Baron Beaverbrooks
Doidge war der Sohn eines Journalisten, der später Eigentümer der Tageszeitung Cootamundra Liberal wurde. Nach dem Besuch der Grundschule wurde er bei der väterlichen Zeitung zum Journalisten ausgebildet, ehe er im November 1902 nach Neuseeland umsiedelte und dort als Journalist bei der Patea Country Press arbeitete. Anschließend wechselte er zur Tageszeitung The Auckland Star, bei der er zunächst Reporter, dann Parlamentsberichterstatter und schließlich Chefreporter wurde. 1912 half er bei der Gründung der neuseeländischen Journalistenvereinigung und wurde deren erster Präsident.
Nachdem er 1915 nicht den Posten als offizieller Kriegsberichterstatter erhalten hatte, unterzog er sich einer doppelten Hernie-Operation, um seine Einberufung in die New Zealand Expeditionary Force am 2. Mai 1916 zu erleichtern. Nachdem er sich von einer Tuberkulose und seiner Seekrankheit erholt hatte, diente er zwischen August 1917 und März 1918 als Korporal im Infanterieregiment Aucklands in Frankreich. Dort wurde er während der Dritten Flandernschlacht wegen seiner journalistischen Kenntnisse im Divisionshauptquartier in Passendale eingesetzt, ehe er sich zwischen März und April 1918 wegen einer erneuten Erkrankung im 2. neuseeländischen Lazarett in Walton-on-Thames behandelt wurde.
Zuletzt war er vor seiner Entlassung am 24. August 1918 im britischen Informationsministerium Mitarbeiter von Baron Beaverbrook. Dieser stellte ihn nach Kriegsende in seiner Zeitungsgruppe ein, zu dem der Evening Standard und der Daily Express gehörten. Dort bildete er sich zum Manager fort und wurde zunächst 1928 Direktor sowie schließlich 1934 Geschäftsführer von Lane Publications, der Buchabteilung der Gruppe.
Während dieser Zeit wurde Doidge zu einem der engsten Mitarbeiter Baron Beaverbrooks und trug mit Unterstützung durch Mitarbeiter wie David Low und Arnold Bennett zum kommerziellen Erfolg der Zeitungsgruppe bei. Die Beziehung zwischen ihm und Baron Beaverbrook wurde insbesondere durch die 1931 von Beaverbrook gestartete Freihandelskampange gefestigt, in der Beaverbrook mit Hilfe der organisatorischen Talente Doidges – wenn auch letztlich erfolglos – aus Großbritannien eine zollfreie Union machen wollte. Dadurch bekam Doidge einen Einblick in die praktische Politik, was seinen Glauben an die volle Unterstützung für die britische Industrie und Landwirtschaft sowie an den Freihandel zwischen Großbritannien und dem britischen Weltreich festigte.

### Abgeordneter und politische Ansichten
Gesundheitlich angeschlagen kehrte Doidge im Mai 1935 nach Neuseeland zurück und begann unmittelbar danach seine politische Laufbahn. Bei den Wahlen zum Repräsentantenhaus kandidierte er jeweils erfolglos 1936 als Parteiloser im Wahlkreis Rotorua sowie als Bewerber der National Party im Wahlkreis Manukau.
1938 wurde er als Kandidat der National Party im Wahlkreis Tauranga erstmals zum Mitglied des Repräsentantenhauses gewählt.
Dort vertrat er eine auf neuseeländische Verhältnisse ausgerichtete Freihandelspolitik, die eine Rückkehr des Wohlstands in Neuseeland von einem geschützten Markt für neuseeländische landwirtschaftliche Produkte in Großbritannien abhängig machte. Aus diesem Grund war er ein starker Gegner der Pläne der New Zealand Labour Party die Wirtschaft aufzublähen, Kredite zu kontrollieren, die Sekundärindustrie zu unterstützen und sich auf radikalsozialistische Politik festzulegen.
Zum anderen lehnte er die Verträge von Locarno ab, die die europäischen Grenzen und eine kollektive Sicherheit garantierten, und plädierte stattdessen für eine Rückkehr zu Großbritanniens „Splendid isolation“ gegenüber Europa in Kombination mit den USA. Gleichzeitig war er ein Unterstützer des Münchner Abkommens vom 30. September 1938 sowie der Appeasement-Politik der Achsenmächte und bemerkte, dass im Falle eines Krieges „dieses Dominion (Neuseeland) seinen letzten Schilling und seinen letzten Mann zur Verteidigung des Mutterlandes beitragen würde“ (‘this Dominion would contribute its last shilling, and its last man to the defence of the Motherland’).
Während des Zweiten Weltkrieges war er ein Unterstützer der Koalitionsregierung von Premierminister Peter Fraser. Als solcher forderte er im Mai 1940 die Internierung aller Ausländer, die Aufhebung von Arbeitsbeschränkungen für die Produktion, die Einberufung aller Männer im wehrfähigen Alter und die Entsendung von 200.000 Soldaten nach Großbritannien. 1943 unterstützte er den Einsatz der 2. neuseeländischen Division in Europa anstatt im Pazifikraum. Im Mai 1945 besuchte er zusammen mit dem Oppositionsführer Sidney Holland bei einer Europareise das KZ Bergen-Belsen.

### Außenminister und Minister für die Inselterritorien
Nach dem Wahlsieg der National Party bei den Parlamentswahlen 1949 wurde Doidge vom nunmehrigen Premierminister Holland im Dezember 1949 zum Minister für auswärtige Angelegenheiten und Inselterritorien in dessen Kabinett berufen.
In dieser Funktion sah er sich in der Folgezeit mit einem Komplex von politischen Ereignissen gegenübergestellt: der Frieden mit Japan, der Koreakrieg und die Notwendigkeit einer wirtschaftlichen Stabilität und Fortschritt in Südostasien. Dabei trat er für einen „weichen“ Frieden mit Japan ein und führte dazu aus:
„Es ist politisch gesehen unpraktisch und militärisch gesehen inakzeptabel zu versuchen, dauerhafte Beschränkungen drastischer Art gegenüber Japan durchzusetzen.“
(‚It is politically impracticable and militarily unacceptable to attempt to force permanent restrictions of a drastic nature on Japan‘).
1950 nahm er an dem Treffen der Außenminister des Commonwealth of Nations teil, auf dem der Colombo-Plan für die wirtschaftliche Hilfe in Asien besprochen wurde. 1951 leitete er die Delegation bei den Verhandlungen zur Unterzeichnung des ANZUS-Abkommens. Wenngleich er die Notwendigkeit zur Einbeziehung der USA zur Gewährleistung des Friedens von Neuseeland und Australien akzeptierte, lehnte er den Ausschluss Großbritanniens ab.

### Hochkommissar in Großbritannien
Im September 1951 legte er sein Ministeramt nieder und übernahm stattdessen als High Commissioner of New Zealand to the United Kingdom in Großbritannien den wichtigsten Botschafterposten Neuseelands. Nachfolger als Außenminister und Minister für die Inselterritorien wurde Thomas Clifton Webb, der zugleich seine bisherigen Funktionen als Attorney General und Justizminister beibehielt.
In dieser Funktion nahm er 1953 an der Krönungsprozession für Elisabeth II. teil und trug die Flagge Neuseelands. Während der Konferenz der Premierminister des Commonwealth of Nations gehörte er ebenfalls zur Delegation Neuseelands und erneuerte dabei seine Beziehungen zum britischen Premierminister Winston Churchill sowie zu Baron Beaverbrook.
Im Januar 1953 wurde er zum Knight Commander des Order of St. Michael and St. George ernannt.
Am 26. Mai 1954 verstarb er im Amt in der Botschafterresidenz in London. Sein Nachfolger als Hochkommissar wurde daraufhin abermals Thomas Clifton Webb.